# Ланта-Яй
Ланта-Яй (тайск. เกาะลันตาใหญ่) — остров в Андаманском море, у западного побережья Таиланда.
Административно входит в состав провинции Краби, территории которой в большинстве находится на материке. Вместе с соседним островом Ланта-Ной входит в состав архипелага Ланта и формирует район (ампхе) Ланта. В длину остров 25 километров, в ширину — 6, площадь — 81 км². Небольшая часть острова принадлежит национальному парку Му Ланта, основанному в 1990 году. Это 62-й по счёту национальный парк в Таиланде. Остров является далеко не самым развитым, на нём также размещены традиционные тайские дома из бамбука.
Саладан, главный город и порт, расположен на северной оконечности острова и обслуживает паромы из Краби, Пхукета и Пхи-Пхи. Большинство пляжей находятся на западном берегу острова, самый крупный из которых Клонг Дао, Пра-Ае и Клонг Кхонг. В центре острова находятся пещеры Май-Каю. В южной части острова расположены деревни морских цыган чао-ле.